# Monroe Hayward
Monroe Hayward (New York, 1840. december 22. – Nebraska City, 1899. december 5.) az Amerikai Egyesült Államok szenátora (Nebraska, 1899).